# バラード (ドビュッシー)
『スラヴ風のバラード』（スラヴふうのバラード）L78 は、クロード・ドビュッシーが作曲したピアノ曲。単に『バラード』と呼ばれることもある。1890年に書かれた作曲者の初期作品である。

## 概要
本作は1890年に作曲された。1891年1月31日にスティリー風タランテラ、ロマンティックなワルツと同時にアントニー・シュダンへ引き渡され、『スラヴ風のバラード』（Ballade Slave）という名称で1891年にシュダンから出版された。その後、曲は1895年10月にジョルジュ・アルトマンへ譲渡され、次いで1902年7月5日にブルジャ将軍からウジェーヌ・フロモンへ受け渡された。こうして、本作は1903年にフロモンから『バラード』というタイトルに加え、1890年という日付を添えて出版された。
現在ではヘンレ（1990年、エルンスト＝ギュンター・ハイネマン校訂）とデュラン（2000年、ロイ・ハーワット校訂）から楽譜が刊行されている。
曲はフィリップ・オタンゲ夫人に献呈された。
本作にはロシアの影響が表れており、バラキレフの様式がときおり顔をのぞかせる。こうしたドビュッシーの中のロシア的性格はナジェジダ・フォン・メックと過ごした時間に由来するものだろうと考えられる。本作は広く知られないままとなっているが、10年後の1901年に書かれるピアノ曲集『ピアノのために』を予言するものとなっている。

## 楽曲構成
Andantino con moto (Tempo rubato) 4/4拍子 ヘ長調
5小節の序奏に続いて主題が完全な形で現れる（譜例1）。この主題が様々に装飾や伴奏音型を変化させながら繰り返されていく。
譜例1
低音から新しい旋律が現れ（譜例2）、流麗なアルペッジョを伴って繰り返し奏される。
譜例2
中間部ではホ長調に転じて譜例3の主題が歌われる。
譜例3
ヘ長調に回帰して譜例1の再現となるが長くは続かず、最後には静かに幕が下ろされる。演奏時間は約7分。

## 評価
音楽学者のハリー・ハルプライヒにとって「[本作は]素晴らしい旋律的、音響的魅力をもつ」一葉であり、その「一部のピアノの修飾（16分音符による三連符）は既に『ピアノのために』の「トッカータ」と予言するものである」という。
音楽的には「三度の連鎖、リズムの揺らぎのしなやかさ、二連符と三連符の交代は、既に紛れもないドビュッシーである。」しかし、本作は「ロザリーを用いた反復の方法、あらゆるものをアルペッジョの洪水に沈めてしまうこと」が原因で長すぎると感じられかねないというのがギィ・サクレの理解である。「とりわけ最初の主題（拙速にヘ長調といわないようにしたい。ロ音を半音下げる調号はフリギア旋法を示すものだ）の5つの音は何度も反復される。多数の装飾を伴うが移調はほとんどされない。」一方で第2の主題は「未来へ向かっており、いずれ来る水の幻影、波濤、金色の光の煌めき。そこではよりゆったりと呼吸ができる。」
『夢想』と同じく、「ドビュッシーはヘ長調の作品の中間間奏部にホ長調を選択しており、この間奏曲はボロディンやバラキレフに近い一風変わった東洋風の旋律を擁している」とハリー・ハルプライヒは指摘する。ギィ・サクレにとってこのパッセージは、「この『初期ドビュッシー』の中で指折りの美しさをもつ」ものとなっている。
ハルプライヒの判じるところでは、主調への回帰はエンハーモニックを用いて行われており、「ヘ音のペダルポイントの上での変ト長調からヘ長調」への遷移は『中央アジアの草原にて』を想起させ、「それだけでも本作に関心を抱いた人を満足させ得る見事な発想」となっている。冒頭主題の再現は短くまとめられており、「平和な旋法による終了は得難い詩的魅力を放っている。」
音楽学者のフランソワ・ルシュールがまとめたドビュッシーの作品目録において、本作はL78 (70)という番号を与えられている。